# Etiolizace

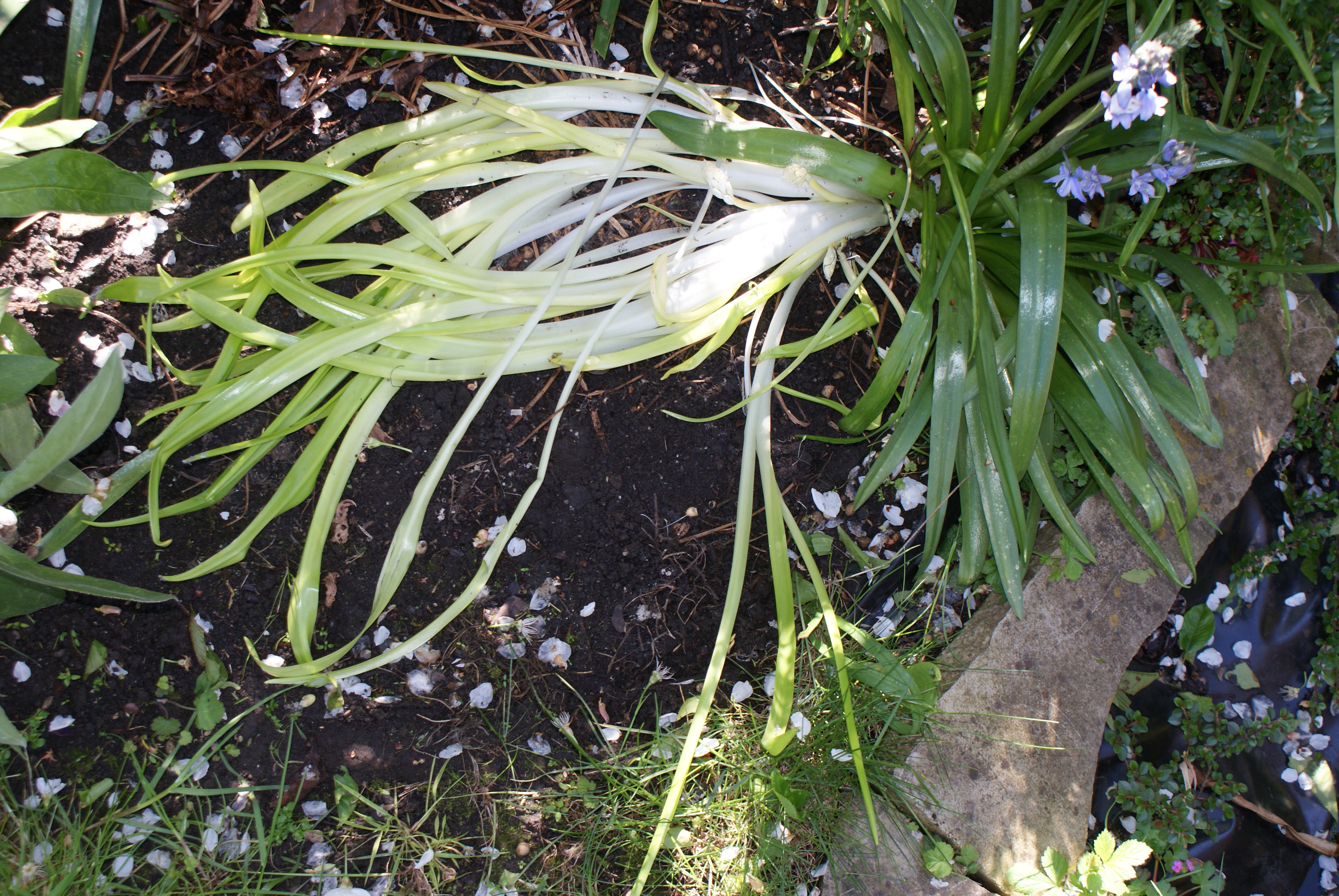
Etiolizace

Etiolizace je tvorba rostlinných orgánů bez působení světla.
Projevy etiolizace jsou:
- tvorba bledých orgánů bez chlorofylu;

při nepřítomnosti světla není chlorofyl potřeba, kromě toho biosyntéza chlorofylu zahrnuje fotochemickou reakci, ve které hrají roli fotony a která bez světla není možná
- dlouživý růst;

rostlina vzhledem ke své fototrofii nemůže bez světla dlouhodobě existovat, vynakládá tedy veškeré své síly na to, aby se dostala na světlo
- křehkost pletiv;

ve tmě se nesyntetizují podpůrná sklerenchymatická pletiva, aby se rostlina mohla dobře probíjet půdou, o které předpokládá, že je jí přikryta
- špatně diferencovaný palisádový parenchym v mezofylu listů
- přeměna chloroplastů s tylakoidy v etioplasty s prolamelárními tělísky

Etiolace je důležitým přizpůsobením nadzemních orgánů rostlin, které se například po zasypání půdou rychle, bez zbytečného plýtvání rezervními látkami dostávají na povrch; světlo pak jejich intenzivní růst během několika minut zabrzdí. K projevům etiolizace může docházet i v příliš hustých porostech.
V praxi se etiolizace, omezující tvorbu mechanických pletiv, využívá u některých druhů zeleniny (u květáku, čínského zelí či pórku), protože etiolované části jsou křehké a dobře poživatelné.